# Император Николай I (линеен кораб, 1916)
Император Николай I (на руски: Император Николай I) е четвъртият и последен руски черноморски линкор-дредноут. Развитие на типа „Императрица Мария“ с по-съвършено и мощно брониране.

## История на кораба
В основата на проекта е заложен проектът на линейния кораб „Императрица Екатерина II“.
След спускането на вода на „Императрица Екатерина II“ от ОНЗиВ (на руски: Общество Николаевских заводов и верфей), на 9 юни 1914 г., строителя залага на стапела последния, четвърти кораб от този тип под названието „Иоанн Грозный“. На 13 август 1914 г. е подписан и официалния договор. Срокът за предаване на кораба за ходови изпитания е установен за 1 март 1917 г.
На 2 юли 1915 г. линкорът е формално зачислен в състава на Черноморския Флот под названието „Император Николай I“. Следва да се отбележи, че към императора, за утвърждаване, са изпратени два варианта за названието на линкора – „Свети равноапостол княз Владимир“ и „Император Николай I“, от които Николай II избира второто. На 5 октомври 1916 г., в 13 часа, линкорът е благополучно спуснат от стапела във водата и е швартован при достроечната стена на завода.
След спуска на кораба на вода достроечните работи са отложени, поради липсата на готови механизми и оборудване. По състояние към 1 януари 1917 г. готовността на линкора по корпус съставлява 77,5%, бронята е произведена на 26,5% (поставена е 16,5%), но вече към 1 март обема на произведената на последната нараства до 64%. Обаче все повече влошаващата се икономическа, а след Февруарската революция от 1917 г. и политическа обстановка в Русия явно не способства за успешното продължаване на работите. Претоварените с военни поръчки предприятия сриват договорните доставки, а част от чуждестранните договори се налага, по различни причини, да се анулират и да се дават към местни заводи, с доста отдалечени срокове за тяхното изпълнение.
2 месеца след Февруарската революция, на 16 април 1917 г., линкорът е преименуван на „Демокрация“ (на руски: „Демократия“). На 24 октомври 1917 г. линкорът, във връзка с ниската степен на готовност, е свален от строителство и поставен в престой.
През март 1918 г., николаевските корабостроителни заводи са превзети от германските войски. На 1 февруари 1919 г. града е зает от френски войски, а след още няколко месеца – от болшевиките.
След завземането на Николаев от Червената армия линкорът остава в престой. В средата на 1920 години командването на флота се опитва да го включи за дострояване в разработващата се тогава първа съветска корабостроителна програма. Обаче той така и не е достроен. На 11 април 1927 г. той е продаден на Севморзавод за скрап, и на 28 юни 1927 г., на буксир от ледореза „Фьодор Литке“ (откъм кърмата го държи парахода „Вежилов“) поема от Николаев за Севастопол за разкомплектоване за метал.

## Характеристики на кораба
Външно проектът се различава от корабите на типа „Императрица Мария“ с променените носови обводи, за намаляване при плаване на носовата вълна, изпълнени по предложение на началника на Корабостроителния отдел на ГУК генерал-лейтенант П. Ф. Вешкурцев. Новият теоретичен чертеж, в разработката на който участва един от бъдещите създатели на знаменития лайнер „Normandie“ корабния инженер В. И. Юркевич, за разлика от по-рано предложения от генерал-майор И. Г. Бубнов, не само намалява носовата вълна (примерно един и половина пъти), но и позволява да се намали мощността на енергетичната установка почти с 2000 к.с. със съхраняване на проектната скорост на хода. В резултат на редица мероприятия по усъвършенстването на проекта „Император Николай I“ става малко по-тежък и по-голям, отколкото линкорите от типа „Императрица Мария“. Пълната водоизместимост нараства до 27 830 т; максималната дължина съставя 182,4 м, ширината – 28,9 м, газенето – 9 м.
Непотопимостта на кораба се осигурява от: двойно дъно, трето дъно в района на подкуполните отделения и двадесет главни водонепроницаеми напречни прегради.

### Брониране
За палубите, освен скосовете на долната палуба и срезовете на средната палуба при казематите, е използвана круповска нецементирана броня, за всичко останало – круповска цементирана.
Корабът е уникален от гледна точка бронирането, конструирано в резултат на проведени в руския флот опитни стрелби по натурен отсек на линеен кораб. Такъв отсек, включващ бордовата броня, броневите палуби, каземата, вътрешната конструктивна защита с бронираната преграда и бойната рубка, е съоръжен по чертежите на балтийския линкор „Севастопол“ и вграден по единия борд в корпуса на закотвения в порта броненосец „Чесма“. Особено лошо се оказва разпределението на дебелините на палубната броня (дебелата палуба е отгоре), което вече в съветско време председателя на Научно-техническия комитет, Н. И. Игнатиев, нарича изпълнение „нагоре с краката“.
Още първите изпитателни стрелби по отписания броненосец показват съществената недостатъчност в бронирането на всички кораби от проекта. Здравия опорен контур, на който се настилат броневите плочи, не пречи на тяхното огъване, в резултат на което тънката обшивка зад бронята се къса, образувайки течове.
Решаването на този проблем е възможно само ако се направи пояса монолитен, т.е. свързвайки плочите между тях така, че да не се позволява на снаряда да набута плочата вътре в корпуса. За това е направено кардинално изменение в конструкцията – появява се монолитен брониран пояс от плочи, съединени с шпонки от типа „двойна лястовича опашка“ (преди това шпонъчното закрепване на броневите плочи е реализирано при „Измаилите“).
Като цяло тя е осъществена по вече използваната при предшестващите дредноути „кутийна система“, създадена на основата на извода на Морския генерален щаб за това, че бронята няма как да противостои на най-новия 14" – 15" (356 – 381 мм) бронебоен снаряд, и системата на брониране, преди всичко, трябва да отговаря на целите: да не дава на снаряда да проникне вътре в цял вид. Възможността да се пробие бронираната плоча по време на бой се счита за допустима, но обемът повреди от попадналите вътре осколки трябва да бъде пределно ограничен. За това е направен извод за необходимостта от разслоение на тежката вертикална броня на външна и вътрешна, допълвано от развита система всевъзможни вътрешни дебели прегради и траверси.
Създаденият след завръщането към 305-мм оръдия запас водоизместимост (около 4000 тона) е използван за усилване на бронирането – дебелината на броневия скос на долната и вътрешния пояс между долната и средната палуби в пределите на 27— 128 шпангоут е увеличена до 75 мм (с външния се получава сумарна дебелина от 345 мм), а бронирането на средната палуба – до 63 мм.
Долната палуба, в района на цитаделата, има дебелина от 12,5 мм, но след вътрешния пояс тя прелива в 75-мм броневи скосове, лежащи на 12-мм стоманена риза. В кърмовия край долната палуба е хоризонтална по цялата ширина на корпуса и има дебелина от 35 мм.
За сметка на отказа от кърмовата бойна рубка е усилено бронирането на носовата бойна рубка (стени 400 мм, покрив 250 мм), на кулите на артилерията на ГК (чело и задна стена 300 мм, покрив и странични стени 200 мм: покривът е по-дебел само при „Ямато“, даже американските „Айови“ имат само 184 мм) и на елеваторите (300 – 225 мм).
Бронята на барбетите е с дебелина над горната палуба и под нея на 0,75 м 300 мм, а нататък – 250 мм.
Противоторпедната защита се осигурява от две главни трюмни усилени (10 мм) надлъжни прегради (на протежение 27 – 128 шп.), с отстояние от борда 3,8 м, и две зад тях в турбинните отделения (при 95 – 107 шп.).

### Въоръжение
Линкорът е планирано да се въоръжи с 356-мм артилерия на ГК, но проектът е преразгледан под предлог трудности в снабдяването при разнокалибрена артилерия и реквизирането от Великобритания на турския линкор „Решадие“ (HMS Erin) с 13,5-дюймов (343-мм) ГК, така че на „Николай I“ са поставени обикновените 305-мм оръдия. Дванадесетте 305-мм оръдия в четири триоръдейни куполни установки са с линейно разположение.
Спомагателно въоръжение: 20 130-мм противоминни оръдия в бордови каземати.

### Енергетична установка
Четиривалната енергетична установка се състои от 20 котела „Яроу“ тип на Английското адмиралтейство и турбини система „Парсънс“.

## Оценка на проекта
С гледна точка защита „Император Николай I“ превъзхожда даже първите „стандартни линкори“.
Съвършената система за закрепване на броневите плочи, тяхното свързване с шпонките „двойна лястовича опашка“, усилената броня с подобрено качество, 345 мм сумарна дебелина на главния брониран пояса и по-рационалното разпределение на неговите плочи, мощната хоризонтална защита, резултат от голяма научна работа и опитни стрелби – всичко това се оказва направено нахалост.

## Галерия
- На стапела.
- Преди спуска, 5 октомври 1916 г.
- Спускането на вода, 5 октомври 1916 г.